# Штјавњицке Бање
Штјавњицке Бање (слч. Štiavnické Bane) насељено је мјесто са административним статусом сеоске општине (слч. obec) у округу округу Банска Штјавњица, у Банскобистричком крају, Словачка Република.

## Становништво
| Година:    | 1994. | 2004.   | 2014.   | 2024.   |
| ---------- | ----- | ------- | ------- | ------- |
| Број људи: | 841   | 773     | 836     | 839     |
| Разлика:   |       | -8,08 % | +8,15 % | +0,35 % |

| Година:    | 2023. | 2024.   |
| ---------- | ----- | ------- |
| Број људи: | 832   | 839     |
| Разлика:   |       | +0,84 % |

Према подацима о броју становника из 2024. године насеље је имало 839 становника.